# Семихатки (Одесская область)
Семихатки (укр. Семихатки) — село, относится к Березовскому району Одесской области Украины. Расположено на истоках ручья Стадная.
Население по переписи 2001 года составляло 345 человек. Почтовый индекс — 67340. Телефонный код — 4856. Занимает площадь 0,448 км². Код КОАТУУ — 5121285604.

## Местный совет
67340, Одесская обл., Березовский р-н, с. Червоноармейское, ул. Советская, 57